# Cryptops goiasus
Cryptops goiasus är en mångfotingart som beskrevs av Chamberlin 1958. Cryptops goiasus ingår i släktet Cryptops och familjen Cryptopidae. Inga underarter finns listade i Catalogue of Life.